# Alonso de Narváez

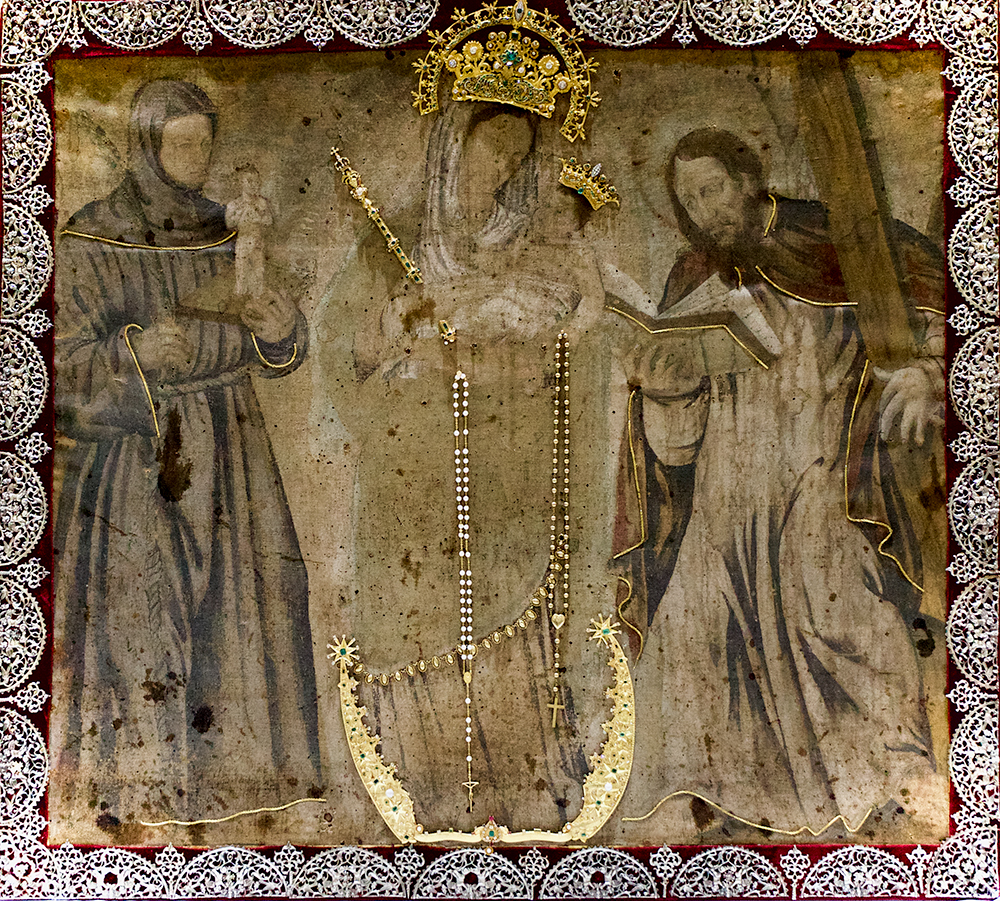
Virgen de Chiquinquirá, temple sobre algodón, 125 x 119 cm, Basílica de Nuestra Señora del Rosario de Chiquinquirá.

Alonso de Narváez (Alcalá de Guadaira, ?-Tunja, 1583) fue un pintor español establecido en fecha desconocida en Nueva Granada. Según el padre Pedro Tobar y Buendía, cuyo tratado se editó en Madrid en 1645, pintó por encargo de Antonio de Santa Ana, encomendero de Suta, la imagen de Nuestra Señora del Rosario conocida como la Virgen de Chiquinquirá, datada hacia 1555, que es la única obra del pintor de Tunja que se ha conservado.

## Biografía
Hijo de Hernando de Alma y de Mencía de Narváez, según declara en su testamento y memorial, nació en Alcalá de Guadaira. Avecindado en Tunja con su mujer Ana de Prado, que había aportado al matrimonio 300 pesos de oro de 22 quilates y algunos otros objetos de oro y ropas, fueron padres de diez hijos. Explotaba un molino en Suta y algunas tierras. Platero y pintor, en 1580 adquirió unas casas en Tunja donde tenía dos esclavas negras para su servicio, ambas madres y con sus pequeños. Firmó su testamento el 12 de octubre de 1583, manifestando su deseo de ser enterrado con el hábito de Santo Domingo. En el testamento y en el posterior inventario de sus bienes se mencionan útiles de su oficio de pintor y algunas obras pintadas por él, principalmente de tema mariano. Hay además alguna noticia de posibles trabajos escultóricos en pasta y de imágenes de vestir.

## Obra
La Virgen de Chiquinquirá está pintada en un lienzo de algodón de 125 x 119 cm. La Virgen ocupa el centro del cuadro, lleva en el brazo izquierdo al niño Jesús y va acompañada por la imagen de san Antonio de Padua a la derecha y por la de San Andrés a la izquierda patronos del encomendero que encargó la obra y del religioso Andrés Jadraque, con algunos errores iconográficos, como la palma del martirio que lleva san Antonio de Padua o la cruz en forma de Y de san Andrés, por impericia del pintor. Según se dice fue pintada al temple, «triturando tierra de diferentes colores con el zumo de algunas yerbas y flores correspondientes». En muy mal estado de conservación, los colores muy tenues se han perdido en algunas zonas. 